# Аламґір II
Аламґір II (*6 червня 1699 —29 листопада 1759) — 14-й падишах з династії Великих Моголів у 1754–1759 роках. Правління знамено остаточним знищенням політичної та військової потуги й авторитету династії.

## Життєпис
При народженні отримав ім'я Азіз-уд-дін. Був сином падишаха Джахандар-шаха, після повалення якого у 1713 році Фарук-сіяром Азіза було запроторено до в'язниці. тут він знаходився до 1754 року, коли після вбивства Ахмад-шах Бахадур за наказом Імад-уль-Мулька його було визволено й зроблено падишахом. При сходженні на трон Азіз-уд-дін прийняв ім'я Аламґір на честь одного з імен свого прадіда Аурангзеба.
Втім владою новим падишах не розпоряджався. За нього правив великий вазир Імад-уль-мульк. який також контролював усі фінанси не тільки імперії, но й самого Аламґіра II. Все це спричиняло конфлікт, проте зарадити цьому падишах не міг. У 1756 році Делі та Агри захопили війська афганського правителя Ахмед-шаха Абдалі. Обидві столиці були пограбовані, а Аламґір віддав афганцям Сінд, Пенджаб та Кашмір, а також призначив ставленика Абдалі — Наджіба-уд-Даулу великим везирем.
З цього моменту починається запекла боротьба між Імад-уль-Мульком з його союзниками маратхами проти афганських військ. У 1759 році Ахмед-шах Абдалі вдруге пограбував Делі. У цих подіях Аламґір II спочатку намагався спиратися на афганців проти маратхів та Імад-уль-Мулька, потім на французів (запропонував величезну кількість грошей за поміч у війні проти маратхів), проте не досяг бажаного. Після відходу афганського війська Імад-уль-мульк організував 29 листопада 1759 року вбивство падишаха та членів його родини, втім деяким синам Аламґіра вдалося врятуватися.